# 阵线社会主义党
阵线社会主义党（缩写为FLSP）是斯里兰卡的一个极左翼政党。该党成立于2012年4月9日，分裂自人民解放阵线。该党的意识形态是共产主义、马克思列宁主义。该党的秘书长是Senadheera Gunathilake，组织书记是Premakumar Gunaratnam。该党的总部位于Battaramulla。该党出版报纸《左翼》。该党的青年翼是“争取变革青年”，学生翼是“革命学生联盟”，妇女翼是“自由妇女”。该党称其目标为通过复兴社会主义运动变革斯里兰卡的社会。